# Samuel Augustus Ward
Samuel Augustus Ward (Newark, 28 december 1847 – Newark, 28 september 1903) was een Amerikaans organist en componist.
Ward studeerde muziek in New York en werd organist aan de Grace Episcopal Church in Newark in 1880. Bekend werd hij als componist vooral door zijn hymne Materna uit 1882, die later met woorden van Katharine Lee Bates en onder de titel America the Beautiful als patriottisch anthem op 4 juli 1895 in het wekelijks magazine "The Congregationalist" gepubliceerd werd.
Samuel A. Ward was de laatste in de ononderbroken linie van Samuel Wards, beginnend met de Gouverneur van Rhode Island als afgevaardigde in het "Continental Congress" Sam Ward. Samuel A. Ward had geen kinderen. Hij werd in de Amerikaanse "Songwriters' Hall of Fame" opgenomen in 1970.

## Publicaties
- Sigmund Spaeth: A History of Popular Music in America, Random House. New York, NY. Copyright 1948.

- Bibsys: 11044054
- Biblioteca Nacional de España: XX5410566
- Bibliothèque nationale de France: cb14003533s (data)
- Gemeinsame Normdatei: 123938252
- International Standard Name Identifier: 0000 0000 8258 6746
- Library of Congress Control Number: n84041002
- Nationale Bibliotheek van Letland: 000096748
- MusicBrainz: 00f88a46-41d7-4e79-a6bb-7cab14a3ff39
- Bibliotheek van het Japanse parlement: 001176613
- Nationale Bibliotheek van Tsjechië: xx0166107
- Nationale Bibliotheek van Israël: 987011245378205171
- SNAC: w6903n69
- Virtual International Authority File: 69848186
- WorldCat: E39PBJr7YKrPxwcmTttDVQ7JXd